# Bunuri mobile din domeniul știință și tehnică clasate în patrimoniul cultural național al României aflate în județul Constanța
Acestă listă conține bunurile mobile din domeniul știință și tehnică clasate în Patrimoniul cultural național al României aflate la momentul clasării în județul Constanța.

## Tezaur
| Foto | Informații generale                                                                        | Detalii tehnice | Descriere | Deținător                                                 | Legături |
| ---- | ------------------------------------------------------------------------------------------ | --- | --- | --------------------------------------------------------- | -------- |
|      | Elice de bronz cu 3 pale                                                                   | | Este confectionat din bronz. Elicea are trei pale cu sens constant dreapta.Butucul are forma transconica, prezinta in interior un filet pentru fixarea elicei max. | Muzeul Marinei Române, Constanța                          | Cimec    |
|      | Lentilă Autor: BARBIER et BENARD, Paris                                                    | Datare: 1900 Școală: Atelier francez Descoperit: jud. Constanța, com. TUZLA, TUZLA Dimensiuni: înălțime - 281 cm, diametrul mare - 318 cm, diametrul mic - 210 cm, diametrul ramei de susținere - 198 cm, greutate-3.000 kg Material: cristal prelucrat, bronz                                                | Este formată din armătură și prisme de cristal. Este compusă din 20 de corpuri prinse între ele cu șuruburi de bronz. Partea focală este formată din 4 lentile având formă de 3 sferturi de cerc cu un diametru de 97 cm și 8 prisme. 16 corpuri de formă tronconică cu 8-18 prisme cristal pentru dirijarea sursei de lumină spre lentila focală. La partea superioară corpurile sunt fixate printr-o armătură de bronz circulară având diametrul de 92 cm. Până în anul 1956 lentila a funcționat cu lampa de petrol, având 6 fitile concentrince. Din 1956-1974 a funcționat cu energie electrică. Lipsesc 3 prisme. | Muzeul Marinei Române, Constanța                          | Cimec    |
|      | Lentilă Autor: BARBIER et BENARD, Paris                                                    | Datare: 1865 Școală: Atelier francez Descoperit: jud. Tulcea Dimensiuni: înălțime - 100 cm, diametru mare - 106 cm, diametru mic - 34 cm Material: cristal prelucrat, bronz | Este formată din armătură de bronz și prisme de cristal. Lentila este compusă din 10 corpuri care sunt unite prin șuruburi, cinci tronconice și cinci cilindrice. În corpul tronconic sunt montate 11 prisme și în corpul cilindric 4 prisme de formă piramidală în secțiune. Lipsește lentila focală, care este montată la un far în funcțiune. Lipsesc 4 fragmente de prisme. Obiectul mai are un postament de 3 picioare metalice și instalație electrică de funcționare. | Muzeul Marinei Române, Constanța                          | Cimec    |
|      | Lentilă Autor: BARBIER BENARD et TURENNE, Paris                                            | Datare: 1897 Școală: Atelier francez Descoperit: jud. Tulcea, TULCEA Dimensiuni: înălțime - 73 cm, diametrul mare - 53 cm, diametrul mic - 41 cm Material: cristal prelucrat, bronz | Este compusă din armătură de bronz și cristal. Tot ansamblul se rotește pe 4 roți cu diametrul de 3 cm. Corpul fix are 270 de grade, iar corpul mobil prins în balamale completează corpul fiind la 360 de grade. Partea mobilă se deschide pentru întreținerea lentilei. Lentila este formată din 13 prisme de cristal, cea din mijloc este mai mare și este focală, celelalte au menirea de a dirija spre focar aversa de lumină. Din corp lipsesc 6 bucăți de prisme, iar 4 bucăți sunt căpate. | Muzeul Marinei Române, Constanța                          | Cimec    |
|      | Timonă Autor: OFFICINE E CANTIERI C.e.T.T. PATTISON, NAPOLI                                | Datare: 1914 Școală: Șantier naval italian Descoperit: jud. Constanța, Constanța Dimensiuni: diametru - 190 cm, înălțime - 105,5 cm, lungimea cavilei - 93,5 cm Material: lemn de teck, bronz | Confecționată din lemn de culoare maron. Are cavile ce converg către butucul timonei de Φ=35 cm, acoperit cu 2 plăci circulare de bronz. În centrul butucului și al plăcilor de bronz se găsește bucșa axului timonei de Φ=6 cm. Partea anterioară a bucșei este mascată cu o piuliță hexagonală de bronz. Una din cavile este acoperită cu o calotă sferică din alamă pentru poziție. | Muzeul Marinei Române, Constanța                          | Cimec    |
|      | Timonă Autor: Officine e cantieri napoletani CeTT Pattison, Napoli                         | Datare: 1914 Școală: Atelier italian Descoperit: jud. Constanța, Constanta Dimensiuni: înălțime (cu postament) - 115 cm, diametru - 0,78 cm, cavile - 8, lungimea cavilei - 39 cm Material: lemn, bronz, oțel                                                                                                 | Este confecționată din lemn și are ca părți componente: timona, axul de transmitere a mișcării de rotație și postamentul. Timona din lemn de culoare maron are 8 cavile (lungimea cavilei - 39 cm) prinse într-un cerc cu diametrul de 54 cm. Cele două fețe ale cercului ca și butucul timonei sunt întărite cu fișe circulare din alamă. Axul din oțel are la cap un șurub hexagonal ce intră în capul postamentului. Piesă unicat instalată în cabina de comandă a distrugătorului "Mărăști" odată cu construirea acestuia în 1914, unde a funcționat până la ieșirea sa din serviciu în 1961. | Muzeul Marinei Române, Constanța                          | Cimec    |
|      | Timonă Autor: Stabilimento Technico Triestino                                              | Datare: 1906 Școală: Italian Descoperit: jud. Constanța, Constanța Dimensiuni: înălțime - 148 cm, diametrul - 120 cm, cavile - 8 buc., lungimea unei cavile - 74 cm Material: lemn, bronz, oțel | Se compune din 2 timone, sistem de transmisie, postament. Timonele sunt confecționate din lemn de culoare maron și au câte 8 cavile (lungimea unei cavile - 74 cm) ce coverg la butuc de diametrul de 23 cm acoperit cu o placă de bronz cu diametrul de 23 cm. În centrul butucului se găsește piulița axului timonei; piuliță hexagonală din bronz. Partea exterioară a cercului timonei-pupa este acoperită cu o șină circulară din alamă pe care se găsește o inscripție identică la timona prova. Ambele timone sunt legate prin ax de mecanismul cu roți dințate pentru transmiterea mișcării la cârmă, mecanism acoperit cu un capac piturat în gri. Pe partea superioară fereastra pentru ondicele de grade a cârmei. Postamentul confecționat din fier piturat în gri. A funcționat pe monitorul "Alexandru Lahovary" de la intrarea în serviciu, 1907, și până în anul 1961 când nava a fost radiată. A guvernat nava în ambele războaie mondiale. | Muzeul Marinei Române, Constanța                          | Cimec    |
|      | Timonă de pe crucișetorul „Elisabeta” Autor: W.G. ARMSTRONG, NEWCASTLE                     | Datare: 1888 Dimensiuni: înălțime - 185 cm, diametru - 148 cm, cavile -8, lungimea cavilei - 39cm Material: lemn, bronz, mahon | Este confecționată din lemn și are ca părți componente: timona, axul de transmitere a mișcării de rotație și postamentul. Timona din lemn de culoare maron are 10 cavile prinse într-un cerc. Cele două fețe ale cercului ca și butucul timonei sunt întărite cu fișe circulare din alamă. | Muzeul Marinei Române, Constanța                          | Cimec    |
|      | Mașină de rotire Autor: BARBIER-BERNARD-TURENNE                                            | Școală: francez Descoperit: jud. Constanța, Constanța Dimensiuni: înălțime - 72 cm, lungime - 62 cm, lățime - 52 cm Material: bronz, fier | Nu are contragreutate. Pe un cadru cubic de fier sunt dispuse mai multe roți dințate din bronz care acționează asupra tamburului pe care este înfășurată parâmă metalică. Tot angrenajul este pus în mișcare prin învârtirea manetei exterioare. | Muzeul Marinei Române, Constanța                          | Cimec    |
|      | Lampă Autor: BERBIER-BERNARD-TURENNE                                                       | Școală: francez Descoperit: jud. Constanța, Constanța Dimensiuni: înălțime lampă - 60 cm, diametru lampă - 15 cm, înălțime postament - 22 cm Material: bronz, sticlă, metal | Folosită la iluminarea farului de la Tuzla. Se compune din lampă și suportul de susținere și alimentare cu petrol. Lampa se prezintă sub forma unui cilindru în care sunt introduse 6 fitile. Acestea sunt manevrate din partea de jos a cilindrului de mai multe butoane corespunzând câte două la fiecare fitil. Deasupra sticlă de lampă. Postamentul de formă cilindrică în interiorul căreia se află o țeavă cu robinet pentru sursa de alimentare. | Muzeul Marinei Române, Constanța                          | Cimec    |
|      | Galion                                                                                     | Datare: secolul al XVII-lea Descoperit: jud. Constanța, Constanța Dimensiuni: înălțime - 80 cm, lățime - 45 cm Material: lemn | Sculptură în lemn care reprezintă bustul unui luptător grec antic, pe cap poartă coif și lateral scuturile. Spre bază are aplicate două găuri pentru butoanele de prindere de prova navei. | Muzeul Marinei Române, Constanța                          | Cimec    |
|      | Monoxilă                                                                                   | Datare: secolul al XV-lea Descoperit: Rapsig, Crișul Alb Dimensiuni: lungime - 10 m, lățime - 0,75 m, înălțime - 0,45 m Material: lemn stejar | Ambarcațiune dintr-un singur trunchi de stejar scobit. Terminațiile ei au înfățișat de prova și pupa. Prova are modelat în lemn un locaș de legare la mal în urma acostării. Pupa în interior este înălțată pentru a sta comod cârmaciul. Este crăpată pe toată suprafața ei ca umare a deshidratării. | Muzeul Marinei Române, Constanța                          | Cimec    |
|      | Busolă Autor: THE KELWIN CODE WORD "MATTRESS" COMPASS                                      | Școală: englez Descoperit: jud. Constanța, Constanța Dimensiuni: înălțime - 140 cm, diametrul razei - 38,5 cm Material: alamă, aluminiu, fier moale, sticlă, lemn | Compus din: rază cu sistemul de ace magnetice, cutia compasului, suspensia cardanică, suport, dispozitivul de compensare, instalația de iluminat. Raza de forma unui disc de aluminiu (Φ-16 cm) cu marginea piturată în alb și gravată de la 0 la 360 de grade, fixată pe un flotor cilindric. Cutia este cilindro-tronconică. Pe axul 0-180 de grade are un indice negru de credință. Roza se găsește într-un lichid alcool-apă distilată. Cutia are la partea inferioară o contragreutate inelară. La partea superioară un cerc azimutal din alamă. Suspensia cardanică, inele metalice ce leagă cutia de postament. Postamentul cilindric din lemn pe o bază în formă pătrată. În interior are dispozitiv de compensare. Acces prin 2 ușițe. Postamentul prezintă ornamente în relief cu motive marine. La partea superioară are două sfere din fier moale Φ-18,5 cm, susținute de doi pești sculptați în lemn.                                           | Muzeul Marinei Române, Constanța                          | Cimec    |
|      | Busolă Autor: THE KELWIN CODE WORD "MATTRESS" COMPASS                                      | Datare: 1888 Școală: englez Descoperit: jud. Constanța, Constanța Dimensiuni: înălțime - 145 cm, diametrul - 39 cm Material: alamă, fier moale, lemn, sticlă | Este compus din habitaclu, cutia razei cu roza, sfere din fier moale, postament, sistemul de compensare, sistemul de iluminare a rozei. Habitaclul confecționat din alamă are formă tronconică - în partea superioară are un capac pe care se află un sistem de vizare. Cutia rozei este din metal magnetic, are pe un pivot o roză confecționată din mică gradată de la 0 la 90 de grade. În partea posterioară a postamentului se găsește o inscripție, iar pe margini se găsesc sferele din fier moale. | Muzeul Marinei Române, Constanța                          | Cimec    |
|      | Busolă Autor: C. PLATH Hamburg                                                             | Datare: a doua jumătate a secolului XIX-prima jumătate a secolului XX Școală: german Descoperit: jud. Constanța, Constanța Dimensiuni: înălțime - 147 cm, diametrul rozei - 7,8 cm Material: alamă, fier, lemn, sticlă                                                                                        | Este compus din roză și sistemul de ace magnetice, cutia compasului, suspensia cardanică, postamentul (suportul compasului), dispozitivul de compensare, instalațiile de iluminare. Roza are forma unui disc din aluminiu piturat în alb, gradat de la 0 la 360 de grade cu diametrul de 78 mm. Postamentul are un cilindru din alamă cu o înălțime de 0,607 m. În partea superioară este montat un manșon din alamă de care este legat sistemul de suspensie al cutiei compasului și pe care se montează habitaclul compasului cu o placă cu inscripții. | Muzeul Marinei Române, Constanța                          | Cimec    |
|      | Busolă Autor: C. PLATH Hamburg                                                             | Datare: a doua jumătate a secolului XIX-prima jumătate a secolului XX Școală: german Descoperit: jud. Constanța, Constanța Dimensiuni: înălțime postament - 98 cm, diametrul razei - 18,5 cm, diametru cerc azimutal - 26,5 cm, diametru postament - 35 cm Material: alamă, fier moale, ebonită, lemn, sticlă | Este compus din: rază cu sistemul de ace magnetice, cutia compasului, suportul compasului, dispozitivul de compensare, instalația de iluminat. Raza are forma unui disc gradat de la 0 la 360 de grade, din aluminiu piturat în alb și are pe suprafață înscrise cu negru și punctele cardinale și intercardinale. Este fixată pe un flotor piturat în negru cu o ceșcuță pe fața posterioară în care intră axul vertical fixat într-un safir. | Muzeul Marinei Române, Constanța                          | Cimec    |
|      | Clopot Autor: Șantierul Naval Fiume (Austro-Ungaria)                                       | Datare: 1914 Școală: italian Descoperit: jud. Constanța, Constanța Dimensiuni: înălțimea - 40 cm, diametrul - 35 cm, greutate - 10 kg Material: bronz, oțel | Formă clasică de clopot având deasupra un inel de fier pentru prindere. În interior, în mijloc este prins limbul de izbire de pereții clopotului. | Muzeul Marinei Române, Constanța                          | Cimec    |
|      | Busolă Autor: R.C. Weilbach et Co.                                                         | Școală: danez Descoperit: jud. Constanța, Constanța Dimensiuni: înălțime - 11 cm, diametru - 26 cm Material: bronz, sticlă | Compus din: roză cu sistemul de ace magnetice, cutia compasului, suspensiile cardanice. Roza sub formă de disc având în centru acele magnetice prinse într-un alt disc care pivotează central. În chiuvetă se afla lichid (alcool) care s-a pierdut în timp compasul rămânând uscat. Pe disc punctele cardinale și gradații din 90 în 90 de grade. De el este prins sistemul cardanic. Sistemul de echilibru al razei este defectuos. | Muzeul Marinei Române, Constanța                          | Cimec    |
|      | Busolă Autor: T.L. AINSLEY                                                                 | Datare: jumătatea secolului al XIX-lea Școală: englez Descoperit: jud. Constanța, Constanța Dimensiuni: înălțime - 9 cm, diametru - 14 cm Material: bronz, sticlă | Are formă circulară având cavitatea cilindrică la baza semisferică. Rozeta cu gradațiile și indicatoarele punctelor cardinale și intercardinale se învârtește în jurul unui ax central scăldate de un lichid special. În exterior prezintă două butoane la legăturile cardanice. | Muzeul Marinei Române, Constanța                          | Cimec    |
|      | Busolă Autor: C. PLATH Hamburg                                                             | Datare: secolul al XIX-lea Școală: german Descoperit: jud. Constanța, Constanța Dimensiuni: înălțimea - 25 cm, diametru - 16 cm Material: alamă, sticlă, lichid, bronz | Compasul uscat se află introdus sub o cupolă de metal cu fereastră circulară de vizare. În dreapta cupolei o cutie pentru sursa de iluminare a compasului. Deasupra, cupola are o zală de prindere. Diametrul cupolei - 23, 5 cm. În cupolă, compasul este prins într-un sistem cardanic. | Muzeul Marinei Române, Constanța                          | Cimec    |
|      | Busolă Autor: IVER C. WEILBACH et Co, COPENHAGEN                                           | Datare: secolul XIX Școală: danez Descoperit: jud. Constanța, Constanța Dimensiuni: înălțime - 25 cm, diametru compas - 13 cm, diametru cutie - 21, 5 cm Material: alamă, cristal, bronz | Compasul este introdus într-un cilindru de alamă cu suspensii cardanice. Pe cilindru este aplicată o ferestruică circulară cu cristal pentru observarea compasului. În dreapta cilindrului se află prinsă o cutie dreptunghiulară pentru protecția sursei de lumină (lumânarea). Capacul de deasupra semisferic de care este prins un inel. Compasul din interior are pe rază numai punctele cardinale și intercardinale. | Muzeul Marinei Române, Constanța                          | Cimec    |
|      | Felinar Autor: Maison Fancon "Roux Guichard et. Co"                                        | Școală: francez Descoperit: jud. Constanța, Constanța Dimensiuni: înălțime - 31 cm, diametru - 14,2 cm Material: alamă, fier, sticlă | Este confecționat din alamă și este compus din: lăcașul rezervorului de petrol, gâtul din fier, capac, sistem de fixare. Lăcașul rezervorului confecționat din alamă este de formă cilindrică cu Φ-14,2 cm. Pe la partea inferioară a acestuia se introduce lampa și rezervorul de petrol. Este legat de capac printr-o grilă metalică (fier) în care se găsește fixată o lentilă convexă de culoare roșie. Pe capac se găsește sistemul de ventilație și tiraj (capac cu Φ-6-7,5 cm) | Muzeul Marinei Române, Constanța                          | Cimec    |
|      | Felinar cu 32 carturi Autor: Maison Fancon "Roux Guichard et. Co"                          | Datare: prima jumătate a secolului al XIX-lea Școală: francez Descoperit: jud. Constanța, Constanța Dimensiuni: înălțime - 48 cm, lățime - 28 cm Material: alamă, cristal | De formă semicilindrică cu înălțimea - 39 cm, având la mijlocul înălțimii o lentilă de cristal înaltă de 15 cm. La baza cilindrului de alamă se află postamentul lămpii cu petrol introdusă prin spatele felinarului prin ridicarea unui capac de tablă. Lateral se află două tuburi din același material pentru fixarea materialului deasupra tubului de vizare de care este prinsă toarta de prindere a felinarului. | Muzeul Marinei Române, Constanța                          | Cimec    |
|      | Felinar Autor: REFORM KUND BRENNER                                                         | Datare: secolul XIX Școală: german Descoperit: jud. Constanța, Constanța Dimensiuni: înălțime - 36 cm Material: tablă de fier, cristal | Piesă necesară în navigație la stabilirea poziției în timpul marșului. Are trei lentile de culori diferite. Sistemul de iluminare cu petrol. La partea superioară are mâner de manevră. Are o formă aproximativ cubică. Lentilele sunt situate astfel: pe fața dreaptă lentila de culoare verde, pe cea stângă cea de culoare roșie, iar pe cea anterioară lentila de culoare albă. | Muzeul Marinei Române, Constanța                          | Cimec    |
|      | Hublou Autor: W.G. ARMSTRONG, NEWCASTLE                                                    | Școală: englez Descoperit: jud. Constanța, Constanța Dimensiuni: diametru - 50 cm Material: bronz, oțel, sticlă | Are o formă rotundă, prins într-o balama de rama fixă și cu 2 fluturi pentru manevrare. Protecția sticlei se face cu un alt capac din metal prins de rama fixă cu balama și fluture. | Muzeul Marinei Române, Constanța                          | Cimec    |
|      | Binoclu Autor: CLERMONT HUET                                                               | Școală: francez Descoperit: jud. Constanța, Constanța Dimensiuni: lungime - 10 cm, lățime - 14 cm, diametrul lentilei - 2,1 cm Material: oțel, cristal, piele | Compus din: 2 lentile ovulare în ebonită, sistemul de prisme și de reglare și 2 lentile, Φ-2,1 cm, obiective în montare metalică. Cele 2 lentile ale binoclului sunt asamblate prin garnituri metalice care conferă posibilitatea reglării binoclului în funcție de distanța dintre ochii observatorului. Binoclul mărește de 8 ori. | Muzeul Marinei Române, Constanța                          | Cimec    |
|      | Înclinometru Autor: WHYTE THOMSON et Co., GLASGOW                                          | Datare: 1856 Școală: englez Descoperit: jud. Constanța, Constanța Dimensiuni: diametru - 16 cm Material: alamă, oțel, cristal | Este confecționat din metal de formă cilindrică având pe partea anterioară un criotal rotund. Pentru citirea instrumentului și apărarea lui. Cadranul este piturat în bronz, are la partea inferioară o gradația circulară 70-0-70; la partea superioară o inscripție circulară; în centru un ax orizontal de care sunt prinse cele trei limbi indicatoare: una neagră și două din alamă. Pe ax un dispozitiv pentru aducerea la zero a limbilor. Dispozitivul de blocare a limbilor. | Muzeul Marinei Române, Constanța                          | Cimec    |
|      | Înclinometru                                                                               | Școală: italian Descoperit: jud. Constanța, Constanța Dimensiuni: lungime casetă - 57 cm, lungime indicator cu pendul - 43 cm Material: oțel nichelat, lemn, sticlă | Este confecționat din metal nichelat de forma unui pendul. Instrumentul este compus din indice cu contragreutate de forma unei limbi de ceasornic ce oscilează în jurul unui ax care se găsește pe prelungirea sectorului gradat; sectorul gradat 30°Bd-0-30°Tb. Instrumentul se găsește montat într-o cutie din lemn, în formă de sector de cerc. | Muzeul Marinei Române, Constanța                          | Cimec    |
|      | Stație de radio-emisie Autor: MARCONIS WIRELESS TELEGRAPH Co LTD LONDON                    | Școală: englez Descoperit: jud. Constanța, Constanța Dimensiuni: lungime - 147,5 cm, lățime - 86 cm, înălțime - 178 cm Material: lemn, metal, cupru, lămpi, ebonită | Se compune din transformator, 4 tuburi electrice mari, rezistență, manipulator, morse, izolatori de porțelan, grătar de protecție, masă cu două dulăpioare laterale, bloc ieșire antenă și microfoane, stație. | Muzeul Marinei Române, Constanța                          | Cimec    |
|      | Mină Autor: Vislowski, Atelierele Marinei Române                                           | Școală: român Descoperit: jud. Constanța, Constanța Dimensiuni: înălțime - 78 cm, diametrul - 30 cm, diametru flotor - 18 cm Material: tablă de oțel | Se compune din flotor și mina propriu-zisă. Flotorul este un cilindru din tablă de oțel cu Φ-18 cm și î-27 cm. Are rolul de a asigura minei o flotabilitate pozitivă. Mina este un cilindru cu Φ-30 cm din tablă de oțel. La extremități este acoperită cu 2 capace. O tijă centrală leagă mina de flotor. Pe tijă se află un percutor. Pe câmpul minei se află 6 orificii prin care ies tijele din contact și 14 orificii prin care intră apa în mină. Lovirea tijelor eliberează cuiul percutor lovind capsa. | Muzeul Marinei Române, Constanța                          | Cimec    |
|      | Mină                                                                                       | Școală: Ateliere Marinei Române Descoperit: jud. Constanța, Constanța Dimensiuni: înălțime - 62 cm, diametru - 22 cm Material: fier, lemn | Se compune din 2 părți, flotorul și mina propriu-zisă. Flotorul de formă cilindrică din lemn înalt de 33 cm, în interior un cilindru de tablă goală de care sunt prise 5 tije metalice. Mina de formă cilindrică din tablă ondulată. Corpul minei este prins de flotor prin 4 cleme metalice. Atât flotorul cât și mina sunt întărite cu cercuri metalice. În interiorul minei se află cutia cu încărcătura de explozie. | Muzeul Marinei Române, Constanța                          | Cimec    |
|      | Torpilă calibru 533,4 mm                                                                   | Școală: olandez Descoperit: jud. Constanța, Constanța Dimensiuni: lungime - 6,5 m, calibru - 533,4 mm, greutate - 1.440 kg Material: oțel, bronz prelucrat | Este compusă din con, rezervor și mașina torpilei; conul are lungimea - 132 cm, cu vârful rotund pe o lungime de 30 cm, fiind con de exercițiu în interior are rezervoarele pentru aer comprimat. Conul este prins de rezervor cu 30 de șuruburi. Rezervorul pentru aer comprimat la 200 atm are o lungime de 2,90 cm cu capete rotunde, grosimea tablei este de 10 mm. Rezervorul de petrol avea o lungime de 30 cm. Compartimentul de orientare și încălzirea carburantului are o lungime de 62 cm. Mașina torpilei are o lungime de 1,52 m iar ampenajul 54 cm. Conul, rezervorul și mașina sunt secționate. Ampenajul este prevăzut cu cârme orizontale și verticale. Torpila este propulsată de două elice cu patreu pale fiecare și o deschidere de 46 cm. Pe partea superioară a torpilei se fixează guri de ghidaj și sunt instalate dispozitivele pentru reglarea vitezei și a imersiunii torpilei.                                                 | Muzeul Marinei Române, Constanța                          | Cimec    |
|      | Torpilă calibru 381 mm Autor: WHITEHEAD et. C-nie, FIUME                                   | Descoperit: jud. Constanța, Constanța Dimensiuni: lungime - 4,25 m, calibru - 381 mm Material: oțel, bronz | Torpila se compune din conul de război cu lungime de 71 cm și e tronconic pe o lungime de 30 cm. Rezervorul pentru petrol cilindric lung de 40 cm. Conul este prins de rezervor cu 8 șuruburi. În continuare, se află rezervorul pentru aer comprimat lung de 141,5 cm. Mașina torpilei are o lungime de 12,7 m. Este tronconică pe o porțiune de 60 cm. Ampenajul torpilei are o lungime de 48 cm, unde sunt cârmele verticale și orizontale și 2 elice cu 4 pale cu o lungime totală de 35 cm, cu sens de mișcare inversă. Pe cămașa mașinii torpilei se află 13 orificii pentru manevră. Torpila este propulsată de o mașină alternativă care funcționează pe bază de aer comprimat și petrol la 250 de grade Celsius. | Muzeul Marinei Române, Constanța                          | Cimec    |
|      | Torpilă calibru 356 mm Autor: SCHWARTZKOPFF                                                | Școală: german Descoperit: jud. Constanța, Constanța Dimensiuni: lungime - 4,66 m, calibru - 356 mm Material: bronz | Este compusă din focos cu sistemul de aprindere, con de război lung - 83 cm, pentru încărcătura de explozie, compartimentul rezervoarelor de combustibil lung - 63 cm, compartimentul aerului comprimat lung de 133 cm, compartimentul mașinii alternative lung - 130 cm, ampenajul cozii cu cârmele orizontale și verticale și două elice cu două pale lungi de 32 cm. | Muzeul Marinei Române, Constanța                          | Cimec    |
|      | Torpilă calibru 450 mm Autor: MOTOFIDES, Italia                                            | Școală: italian Descoperit: jud. Constanța, Constanța Dimensiuni: lungime - 4,40 m, calibru - 450 mm Material: tablă de oțel | Torpila nu are con fiind formată doar din rezervorul de aer comprimat de formă cilindrică străbătut central de tubulatura principală de aer și compartimentul regulatorilor de imersiune care se prelungește cu compartimentul mașinii precum și flotorul cozii în care se află transmisiile cârmelor orizontale și verticale și ale celor două elice. | Muzeul Marinei Române, Constanța                          | Cimec    |
|      | Manometru pentru adâncime (0-100 m) Autor: SACMA, Milano                                   | Școală: italian Descoperit: jud. Constanța, Constanța Dimensiuni: diametru - 25 cm, grosime - 8 cm Material: alamă, sticlă, bronz | Sub forma unei cutii cilindrice acoperită cu un geam. Are un cadran 0-100 cu indicator central. Are o valvulă de admisie, măsoară pe baua presiunii apei adâncimea. Diametrul ramei de bronz-25 cm. | Muzeul Marinei Române, Constanța                          | Cimec    |
|      | Manometru pentru adâncime (0-25 m) Autor: SACMA, Milano                                    | Școală: italian Descoperit: jud. Constanța, Constanța Dimensiuni: diametru - 36 cm, grosime - 14 cm Material: alamă, sticlă, bronz | Este confecționat dintr-o carcasă de alamă și este prevăzut cu un cadran indicator, având gradații de la 0 la 25 m. La partea exterioară este fixat un șurub pentru înfiletare prevăzut cu un ac indicator. | Muzeul Marinei Române, Constanța                          | Cimec    |
|      | Sondă Autor: WARLUZEL, Franța                                                              | Școală: francez Descoperit: jud. Constanța, Constanța Dimensiuni: înălțime - 97 cm, diametru tambur - 40 cm Material: oțel, fier, plumb, bronz | Instrument pentru determinarea adâncimii apei compus din: postament, suport, tambur, sirenă, dispozitiv de manevră, cadranul indicator, greutatea sondei. Postamentul: confecționat din fier și piturat în negru - are 2 umeri în care se fixează axul tamburului. Postamentul este tubular, pe el se găsește montată o etichetă, iar într-o parte laterală indicatorul de adâncime: placă metalică. | Muzeul Marinei Române, Constanța                          | Cimec    |
|      | Clopot Autor: Cosăceanu Ștefan (Lt. cdor.), serg. Lovași I., cap. Iarco I., frații Anghels | Școală: românesc Descoperit: jud. Constanța, Constanța Dimensiuni: înălțime - 34 cm, diametrul mare - 38 cm, diametrul mic - 15 cm Material: bronz, oțel, bumbac | Este confecționat din bronz turnat și strunjit. Are forma tronconică cu diametrul mare de 38 cm, diametrul mic de 15 cm și înălțimea de 34 cm. La partea superioară are o prelungire sub formă de 4 gheare fiind sistem de prindere înalt de 11 cm. În interior se află limba clopotului lungă de 29 cm și groasă de 2 cm, iar spre partea de jos are o bilă sferică sub care se află un orificiu prin care se introduce parâma de tras limba care este confecționată dintr-o parâmă împletită. | Muzeul Marinei Române, Constanța                          | Cimec    |
|      | Heliograf Autor: BERLIN STEBLIT                                                            | Școală: german Descoperit: jud. Constanța, Constanța Dimensiuni: înălțime - 18,5 cm, lungime - 15,5 cm, lățime - 14 cm, diametru sferă - 9 cm Material: oțel, cristal | Se compune din postament dreptunghiular cu laturile de 14 cm și 150 mm, un braț în formă de semicerc care fixează o sferă de cristal cu diametrul de 90 mm. În spatele sferei se află o ramă circulară cu deschizătură, prin care trece hârtia meteo. Suportul are 3 șuruburi reglabile pentru înclinarea heliografului. | Muzeul Marinei Române, Constanța                          | Cimec    |
|      | Ceas Autor: I. SCHNOOR NACHT KIEL                                                          | Școală: german Descoperit: jud. Constanța, Constanța Dimensiuni: înălțime - 9,5 cm, diametru - 20 cm Material: alamă | De formă cilindrică din alamă. Deasupra capac rabatabil cu geam. La bază 3 dispozitive de prindere pe perete. Cadranul împărțit în diviziuni minutare și orare. Diviziunile orare cu cifre romane. Deasupra axului central cadran cu diviziunile secundare a unui minut notate cu cifre arabe din 15 în 15 secunde cu secundar în centru. Prezintă și indicatoarele centrale - minutar și orar. Este în funcțiune. | Muzeul Marinei Române, Constanța                          | Cimec    |
|      | Înclinometru                                                                               | Descoperit: jud. Constanța, Constanța Dimensiuni: înălțime - 17,5 cm, diametru - 23 cm Material: alamă, fier | Sub formă de semicerc din alamă, pe care sunt gradate din 10 în 10 până la 60° în stânga și în dreapta punctului 0. Deasupra, în mijloc acele indicatoare pentru ruliu. Este prinsă de un cadran metalic sub formă de semicerc. În partea dreaptă a cadranului se află un alt segment de cerc cu gradații de la 0-50 în ambele sensuri pentru tangaj. În spate are o greutate din plumb. | Muzeul Marinei Române, Constanța                          | Cimec    |
|      | Stațiograf Autor: CROSKERY'S PATENT                                                        | Datare: secolul al XIX-lea Școală: englez Descoperit: jud. Constanța, Constanța Dimensiuni: lungime braț - 25,6 cm; diametru cerc gradat - 24 cm Material: alamă, bronz | Confecționat din metal este compus dintr-un cerc gradat de la 0° la 360° cu inițialele punctelor cardinale și intercardinale pe el. Pe direcția N-S are un diametru marcat de o săgeată pe N. În centrul cercului se întânesc trei brațe mobile necesare punerii celor 2 unghiuri orizontale, brațele pe circumeferința exterioară au dispozitivul de fixare pe cercul gradat iar pe centrul lor câte o linie. | Muzeul Marinei Române, Constanța                          | Cimec    |
|      | Sextant Autor: H. HUGHES et. SON Ltd. LONDON                                               | Școală: englez Descoperit: jud. Constanța, Constanța Dimensiuni: înălțimea - 13 cm, lungimea - 25 cm Material: bronz, argint, ebonită | Este compus din alidadă cu tambur, corp, limb gradat, sistemul de oglinzi și geamuri colorate, sistemul de iluminare de noapte, mânerul de susținere de manevră al sextanului, picioare de fixare în cutia sextantului. Alidada oscilează în jurul unui ax aflat în centrul cercului reprezentant de limb; pe ea se găsește oglinda mare, dispozitivul de manevră al alidadei, tamburul. | Muzeul Marinei Române, Constanța                          | Cimec    |
|      | Loch Autor: SOLCOMETRO FILOTECNICA                                                         | Datare: prima jumătate a secolului XX Școală: italian Descoperit: jud. Constanța, Constanța Material: metal, alamă, sticlă, bumbac, pitură gri | Instrument pentru determinarea distanței parcurse de o navă, confecționat din metal, este compus din elice, pară de legătură, saulă, volant, contor mecanic. Elicea confecționată din metal de forma unui cilindru cu 4 aripioare fixate oblic, pe cilindru, este piturată în gri. Sunt expuse 2 elice: una ușoară și a doua grea (de Φ-3 și, respectiv, Φ-5 cm). Para de legătură din metal piturat în gri de formă elipsoidală cu un ocht la capăt cu care printr-o saulă este legată de elice (lg-80 cm) cu un orificiu longitudinal și altul transversal pentru legătura saulei lochului cu volantul. | Muzeul Marinei Române, Constanța                          | Cimec    |
|      | Cilindru de calcul Autor: DENNERT et. PAPE                                                 | Datare: prima jumătate a secolului XX Școală: german Descoperit: jud. Constanța, Constanța Dimensiuni: lungimea - 50 cm, diametrul - 6,2 cm Material: aluminiu, ebonită, plexiglas | Aparatul se compune din doi cilindri metalici care intră unul într-altul și care sunt închiși în interiorul unei carcase. Pe suprafața celor doi cilndri sunt trasate, sub formă de spirală două scări logaritmice: pe cilindrul interior scara cotangentei; iar pe cilindrul exterior scara cosinusului. Pe carcasă sunt 2 indici I și II. La partea superioară se află un buton pentru fixarea cilindrului interior. Este păstrat într-o cutie metalică. | Muzeul Marinei Române, Constanța                          | Cimec    |
|      | Cronometru Autor: WERKE - C, HAMBURG                                                       | Datare: prima jumătate a secolului XX Școală: german Descoperit: jud. Constanța, Constanța Dimensiuni: diamteru - 11,5 cm Material: metal, sticlă, lemn mahon | Este un cronometru cu ceas. Este fixat în interiorul unei casete din mahon. Ceasul este montat în sistem de suspensie cardanică cu mecanism de blocare. | Muzeul Marinei Române, Constanța                          | Cimec    |
|      | Sextant Autor: C. PLATH Hamburg                                                            | Datare: jumătatea secolului XX Școală: german Descoperit: jud. Constanța, Constanța Material: metal, sticlă, cristal, pitură neagră | Instrument astronomic pentru măsurarea înălțimii aștrilor și a unghiurilor (verticale-orizontale) între diferite obiecte la coastă este compus din: corp cu limb, cremalieră, picioare de sprijin alidadă, oglinzi, geamuri colorate, lunetă și dispozitivul de citire, mâner. Corpul din metal, cu nervuri este în întregime piturat cu lac de culoare neagră. Partea arcuită a corpului gradată în grade sexagesimale 0°-125° crescând spre stânga și formând limbul. Fața laterală a limbului este dințată și formează cremaliera. Deasupra acesteia se găsește un șanț pe care se sprijină un capăt al alidadei, celălalt sprijinindu-se și oscilând cu axul în centrul sectorului de cerc. | Muzeul Marinei Române, Constanța                          | Cimec    |
|      | Ancoră                                                                                     | Datare: secolul al XV-lea Descoperit: jud. Tulcea, Tulcea Dimensiuni: lungime fus - 2,40 m, lungime traversă - 2,30 m, distanța între brațe - 1,50 m Material: fier forjat, lemn | Se compune din fus, prevăzut la partea de sus cu traversă și un inel de lanț, iar la partea de jos se prelungește în părți cu brațele făcând fiecare cu acesta un unghi de cca 60°. Traversa este formată din două grinzi de lemn tare, strânse cu cercuri de fier. La mijloc au o secțiune pătrată prin care trece fusul. Palmele sunt triunghiulare și plane turnate la exremitățile brațelor cu fețele înăuntru. | Muzeul Marinei Române, Constanța                          | Cimec    |
|      | Ancoră                                                                                     | Datare: secolul al XII-lea Descoperit: jud. Constanța, Constanța Dimensiuni: lungime fus - 2,50 m, distanța între brațe - 1,60 m, lungime traversă - 1,95 m Material: fier forjat, lemn | Se compune din fus, prevăzut la partea de sus cu traversă și un inel de lanț, iar la partea de jos se prelungește în părți cu brațele făcând fiecare cu acesta un unghi de cca 60°. Traversa este formată din două grinzi de lemn tare, fixate în buloane. La mijloc au o secțiune pătrată prin care trece fusul. Palmele sunt triunghiulare și plane turnate la exremitățile brațelor cu fețele înăuntru. | Muzeul Marinei Române, Constanța                          | Cimec    |
|      | Ancoră                                                                                     | Datare: secolul al XV-lea Descoperit: jud. Constanța, Constanța Dimensiuni: lungime fus - 2,5 m, distanța între brațe - 1, 15 m, greutate-1000 kg Material: fier forjat | Ancora este compusă din fus care se termină în partea superioară cu inelul de prindere al lanțului sau a parâmei, iar în partea inferioară cu diamantul în care sunt forjate cele 4 brațe. | Muzeul Marinei Române, Constanța                          | Cimec    |
|      | Clopot Autor: THAMES IRON WORKS, Londra, ENGINEERIE DEPARTMENT CNSE                        | Datare: 1906 Descoperit: jud. Constanța, Constanța Dimensiuni: înălțime - 27 cm, diametrul mare - 15 cm, diametrul mic - 7,5 cm Material: bronz, oțel, saulă textilă | Este confecționat din bronz turnat și strunjit. Are formă tronconică cu diametrul mare de 15 cm, diametrul mic de 7,5 cm și înălțimea de 27 cm. La partea superioară are o prelungire prin care trece un orificiu de 1 cm în care se introduce inelul de agățare. În interior se află limba clopotului lungă de 15 cm și groasă de 1,5 cm iar spre partea de jos are o bilă sferică sub care se află orificiul prin care se introduce parâma de tras limba, care este confecționată din parâmă împletită. | Muzeul Marinei Române, Constanța                          | Cimec    |
|      | Ceas                                                                                       | Datare: 1877 Descoperit: jud. Constanța, Constanța Dimensiuni: diamterul - 5 cm Material: argint, oțel, sticlă | Ceas nichelat cu capac de acoperire a cadranului. Cadranul de e-mail alb, cu cifre romane. Pe cradran jos, secundarul. Lateral dreapta, cheia de întoarcere a mecanismului, cu un inel de prindere. Este fixat pe un suport cu elemente de navigație. | Muzeul Marinei Române, Constanța                          | Cimec    |
|      | Ancoră                                                                                     | Datare: secolul al XIX-lea Descoperit: jud. Constanța, Constanța Dimensiuni: lungime fus - 2,60 m, distanța între brațe - 1,80 m, lungime traversă - 1,80 m, greutate - 1200 kg Material: fier forjat | Se compune dintr-un fus având la partea superioară un inel de care se leagă cheia cu ajutorul unui splint și o gaură pe unde trece traversa. Brațele se desfac din fus făcând cu acesta un unghi de 50°. La extremitățile brațelor se află palmele triunghiulare cu fețele înăuntru. | Muzeul Marinei Române, Constanța                          | Cimec    |
|      | Ancoră                                                                                     | Datare: 1938 Descoperit: jud. Constanța, Constanța Dimensiuni: lungime fus - 3,4 m, distanță între brațe - 2,20 m, lungime travesră - 2,70 m, greutate - 2000 kg Material: oțel | Pe fus prezintă un colier cu inel pentru mașina ancorei, fusul se termină în partea inferioară cu diamantul din care se deschid cele două brațe iar în partea inferioară cu diamantul din care se deschid cele două brațe, iar în partea superioară cu traversa și inelul de care se prinde lanțul. | Muzeul Marinei Române, Constanța                          | Cimec    |
|      | Ancoră                                                                                     | Descoperit: jud. Constanța, Constanța Dimensiuni: lungime fus - 3,54 cm, distanța între brațe - 2,50 m, lungime traversă - 3,54 cm, greutate - 3400 kg Material: oțel | Se compune dintr-un fus având la partea superioară un inel de care se leagă cheia cu ajutorul unui splint și o gaură prin care trece traversa. Brațele se desfac din fus. La extremitatea brațelor se află palmele triunghiulare, plane, cu fețele înăuntru. | Muzeul Marinei Române, Constanța                          | Cimec    |
|      | Măsură                                                                                     | Datare: 1888 Descoperit: jud. Constanța, Constanța Dimensiuni: lungime - 12 cm, diametru - 3 cm Material: aramă, saulă textilă | Sub forma unui tub închis la unul dintre capete, având la celălalt o tortiță de care este prinsă sfoara de coborâre și ridicare a apei din reicpientul cu apă dulce de băut la bord. Se folosea în condițiile raționalizării apei de baut. | Muzeul Marinei Române, Constanța                          | Cimec    |
|      | Clopot Autor: THE THAMES IRON WORKS ENGINEERIE DEPARTMENT CNSE                             | Datare: 1906 Descoperit: jud. Constanța, Constanța Dimensiuni: înălțime - 27 cm, diametrul mare - 15 cm, diametrul mic - 7,5 cm Material: bronz, oțel, bumbac | Este confecționat din bronz turnat și strunjit. Are formă tronconică cu diametrul mare de 15 cm, diametrul mic de 7,5 cm și înălțimea de 27 cm. La partea superioară are o prelungire prin care trece un orificiu de 1 cm. În care se introduce inelul de agățare. În interior se află limba clopotului lungă de 15 cm și groasă de 1,5 cm, iar spre partea de jos are o bilă sferică sub care se află orificiul prin care se introduce parâma de tras limba, care este confecționată din parâma împletită. | Muzeul Marinei Române, Constanța                          | Cimec    |
|      | Clopot Autor: THE THAMES IRON WORKS ENGINEERIE DEPARTMENT CNSE                             | Datare: 1906 Descoperit: jud. Constanța, Constanța Dimensiuni: înălțime - 27 cm, diametrul mare - 15 cm, diametrul mic - 7,5 cm Material: bronz, oțel | Este confecționat din bronz turnat și strunjit. Are formă tronconică cu diametrul mare de 15 cm, diametrul mic de 7,5 cm și înălțimea de 27 cm. La partea superioară are o prelungire prin care trece un orificiu de 1 cm. În care se introduce inelul de agățare. În interior se află limba clopotului lungă de 15 cm și groasă de 1,5 cm, iar spre partea de jos are o bilă sferică sub care se află orificiul prin care se introduce parâma de tras limba, care este confecționată din parâma împletită. | Muzeul Marinei Române, Constanța                          | Cimec    |
|      | Ceas Autor: OMEGA                                                                          | Datare: 1900 Descoperit: jud. Constanța, Constanța Dimensiuni: diametru - 5 cm Material: argint, oțel, email, bronz, sticlă | Ceas rotund, de buzunar. În stare de funcționare. | Muzeul Marinei Române, Constanța                          | Cimec    |
|      | Felinar                                                                                    | Datare: secolul al XIX-lea Școală: turcesc Descoperit: jud. Constanța, Constanța Dimensiuni: înălțime - 36 cm, lățime - 15 cm Material: alamă, sticlă | Confecționat din alamă de formă pătrată cu un singur ochi de sticlă rotund cu mecanism de opturare manevrabil din exterior prin mișcarea unei manete. La bază în interior are rezervorul de petrol cu lampa. Cutia pătrată de alamă se termină în partea superioară cu un mecanism de aerisire sub forma unui tub. Deasupra are prevăzută toarta de prindere pentru deplasare. | Muzeul Marinei Române, Constanța                          | Cimec    |
|      | Alidadă Autor: NV OBSERVATOR, ROTTERDAM                                                    | Datare: secolul al XIX-lea Școală: olandez Descoperit: jud. Constanța, Constanța Dimensiuni: înălțime - 32 cm, diametru - 22 cm Material: alamă | Alidadă prevăzută cu cerc azimutal pe care se află punctele cardinale și intercardinale și gradații de la 0° la 360°. Prinsă pe un cadru semioval cu contragreutate la mijloc, iar în partea de jos, două orificii de prindere. Sub lamele alidadei un indicator tot din alamă, ca de altfel, întreaga piesă. | Muzeul Marinei Române, Constanța                          | Cimec    |
|      | Cronometru Autor: Sewill, Joseph                                                           | Datare: începutul secolului XX Școală: englez Descoperit: jud. Constanța, Constanța Dimensiuni: diametru cadran - 9,3 cm, cutie lemn mahon - 20x18x18cm Material: metal antimagnetic, bronz, cristal, cutie din mahon                                                                                         | Instrument necesar pentru determinarea timpului mediu la Greenwich. Este compus din mecanismul de orologerie, cutia mecanismului, cadranul, suspensia cardanică, dispozitivul de blocare a suspensiei cardanice. Cutia metalică (de culoare galbenă - aliaj cupru) are o formă aproximativ cilindrică, pe fața posterioară având un orificiu cu axul de bandare iar partea posterioară un cristal gros de cca 3 mm, cu Φ-107 cm, pentru protejarea cadranului de cutie. Cronometrul este montat într-o cutie din lemn de mahon prevăzută cu 2 mânere laterale din bronz, o încuietoare și balamale tot din bronz. | Muzeul Marinei Române, Constanța                          | Cimec    |
|      | Barometru                                                                                  | Datare: începutul secolului XX Descoperit: jud. Constanța, Constanța Dimensiuni: diametrul - 13,8 cm, înălțime - 7 cm Material: alamă, pitură albă, oțel | Instrument indicator al schimbărilor de presiune folosit în navigație, confecționat din alamă și oțel, este compus din cameră metalică din alamă de formă cilindrică cu Φ-13,8 cm, iar lungimea-7 cm în care se găsesc o capsulă aneroidă, sistemul de pârghii de transmisie a mișcării, acul indicator central din metal negru, cadran piturat în alb cu gradații de la 680 la 790 milibari și inidcații. | Muzeul Marinei Române, Constanța                          | Cimec    |
|      | Timonă Autor: THAMES IRON WORKS, LONDRA                                                    | Datare: 1907 Școală: englez Descoperit: jud. Constanța, Constanța Dimensiuni: înălțime - 115 cm, diametru - 0,76 cm Material: lemn, bronz, aramă | Timonă de mici dimensiuni. | Muzeul Marinei Române, Constanța                          | Cimec    |
|      | Plug de zăpadă                                                                             | Datare: Pusă în funcțiune în 1929 Școală: Baldwin Works Descoperit: jud. Ialomița, Ciulnița, Remiza C.F.R. | Plug de zăpadă cu abur pentru ecartament normal (1.435 mm), având o elice frontală echipată cu două tăietoare de gheață și zăpadă. Elicea este pusă în acțiune de un ax acționat de doi cilindrii cu sistem bielă-manivelă cu abur, primit de la un cazan de locomotivă cu modificări necesare pentru a putea fi folosit pe un plug de zăpadă. Toată suprastructura aceasta se află montată pe două boghiuri a câte trei osii fiecare, din care două osii sunt motoare, astfel plugul având și autonomie de deplasare. | Compania Națională de Căi Ferate „C.F.R.” S.A., București | Cimec    |

## Fond
| Foto | Informații generale                                                                 | Detalii tehnice | Descriere | Deținător                                    | Legături |
| ---- | ----------------------------------------------------------------------------------- | --- | --- | -------------------------------------------- | -------- |
|      | Ancoră                                                                              | Descoperit: jud. Constanta, Mangalia, Portul Militar Mangalia Dimensiuni: Lungimea fusului 0,50 m; distanta intre 2 brate 37cm; greutate 10kg. Material: Bronz | Este compusa din cheie de impreunare pentru legarea lantului ancorei. 1 fus de care sunt prinse trei brate rabatabile pe fus se afla dispozitivul de sustinere al celor trei brate. | Muzeul Marinei Române, Constanța             | Cimec    |
|      | Corp vedeta torpiloare tip sovietica Md.1940 cu 2 tuburi lans. torpile "ky - FI=450 | Dimensiuni: Lung. 19,35 m.; Pescaj = 1,20 m.; Deplasament = 21,381. Material: Tabla, dur-aluminiu; lemn; sticla; pitura.                                       | Este confectionata din tabla; dur- aluminiu, lemn, sticla, pitura. Corpul vedetei este piturat in gri.Are prova ascutita si pupa dreapta. In pupa are un sistem de doua carme , iar pe punte doua tuburi lans. Torpile, unul in babord iar celalalt in tribord, in centru o suprastructura acoperid cabina si un postament deasupra pentru armament, iar in pupa un alt postament pentru mitraliere. Are doua elice si doua carme. Lung.19,35 m.; Pescaj = 1,20 m. Deplasament = 21,381 | Muzeul Marinei Române, Constanța             | Cimec    |
|      | Corp navă Vedeta blindată                                                           | Dimensiuni: lung.22,6 m.; lat.=2,40 m.; deplasament 33T. Material: Otel special, pitura                                                                        | Este confectionata din otel special, pitura. Corpul navei este alungit, prova ascutita iar pupa dreapta usor inclinata. Pe punte se gaseste infrastructura pe care se afla un postament in care sunt fixate doua mitraliere binate de 12,7mm., iar in fata acestuia un postament cu un tun de tanc de 67 mm.In pupa un alt postament pentru o mitraliera binata cu turela de 7,63 mm.in pupa bocaporti. Are o carma, o elice, ancora, hublouri in borduri. Piturata gris.lung. 22,6 m. ; lat. 3,40 m. deplasament = 33 T. | Muzeul Marinei Române, Constanța             | Cimec    |
|      | Cilindru de calcul astronomic a înălțimii și azimutului                             | Dimensiuni: Lung. Max. = 50 cm. - min. 21,5 cm.; Diametrul = 6,2 cm. Material: Ebonita alba si neagra, aluminiu.                                               | Este confectionata din ebonita alba si neagra,aluminiu. Este un instrument folosit in navigatia astronautica pentru determinarea expeditiva a inaltimii ( h ) si azimutului astrilor, in vederea obtinerii elementelor de trasare a dreptei de inaltime. Este confectionat din ebonita de culoare neagra si alba in forma a trei tuburi cilindrice ce intra unul intr-altul. Este compus din : cilindrul exterior (pentru valori ale triunghiului de foc) din ebonita alba lung.de 24,3 cm. cu jumatatea superioara gradata spiral. Iar cu cea inferioara avand instructiuni de folosire a instrumentului ( in negru) si care are la extremitatea inferioara un manson fix din ebonita neagra cu o inscriptie. - Cilindrul interior pentru valori ale declinatiei astrului si …) lung. 25,5 cm. in intregime gradat, spiraloid, care are la extremitatea superioara un tambur de fixare a acestuia. Camasa exterioara confectionata din ebonita de culoare neagra de forma cilindrica in care s-a practicat o fereastra cu doua nivele, la partea superioara si inferioara este o camasa intreaga si are pe ea un manson din ebonita alba pe care se gaseste schema de manevrare a cilindrului, indicatii pentru elementele cu care se lucreaza precum si un spatiu dreptunghiular pe care sunt insemnate elementele calculului inaltimii (h)tip de calcul. Camasa are mai multe inscriptii. Lung. Max. 50 cm. Lung. min. = 21,5 cm.; Diametrul = 6,2 cm. | Muzeul Marinei Române, Constanța             | Cimec    |
|      | Sextant Vernier Tip A german Md.1943                                                | Dimensiuni: Lung. = 21 cm., lat. = 23 cm. | Este compus din corpul sextantului cu limbul gradat, oglinda cu sistemul de citire, doua oglinzi si geamurile colorate Gradatiile de la 0 la 145 grade. Pe limb un sistem de prindere a unei surse de lumina de deasupra manerului de prindere. Lung. = 21 cm. Lat. =23 cm. | Muzeul Marinei Române, Constanța             | Cimec    |
|      | STATIOGRAF (marin) Rusesc Md. 1900                                                  | Dimensiuni: Rigla fixa din metal vopsit in negru are lung. + 35 cm.si lat. = 1 cm. Material: metal piturat in negru, plexiglas.                                | Este confectionat din metal piturat in negru, plexiglas. Este instrument pentru a se trece pe harta punctul navei determinat cu ajutorul a doua unghiuri orizontale, confectionat din plexiglas si metal si compusa din: cuve gradate si rigle. Cercul cu fi = 15 cm. este confectionat din plexiglas este gradat de la 0 la 360 de grade din jumatate in jumatate de grad in centimalier fixata o placa de fi = 4,9 cm. din metal vopsit negru in care se fixeaza ( in centru) punctatorul. Corp comun cu placa centrala fixata pe 0 grade. Rigla fixa din metal vopsit in negru are lung. = 35 cm.si lat. = 1 cm. Riglele mobile (doua ) sunt fixate in centru si au aceleasi dimensiuni. Ele sunt prevazute pe partea superioara cu cate un surub de fixare pe cercul gradat. Suruburile sunt confectionate din bronz | Muzeul Marinei Române, Constanța             | Cimec    |
|      | Barometru de voiaj în toc de piele                                                  | | fisa 2457 | Muzeul Marinei Române, Constanța             | Cimec    |
|      | Aparat foto aerian semiautomat Md.1941                                              | Dimensiuni: I. = 230 mm., lg. = 370 mm., lat. =230 mm. Material: Metal, sticla.                                                                                | Este confectionat din metal, sticla. Aparatul se compune din carcasa pe care se afla sistemul de vizare, manerele de sustinere si manevrare, sistemul de alimentare cu plin si declansare si alte indicatoare pentru executarea operatiunii de fotografiere. Obiectivul fotografic are diametrul de 60 mm., iar aparatoarea obiectivului are diametul = 130 mm. In interiorul carcasei se afla bobina metalica . Aparatul se pastreaza intr-o lada de lemn pentru film. I. = 230 mm., lg. = 370 mm., lat. = 230 mm. | Muzeul Marinei Române, Constanța             | Cimec    |
|      | LAMPA DE SEMNALIZARE ALDIS englez folosit pe m/n "TRANSILVANIA" Md.1938             | Dimensiuni: D.17,5 cm Material: Metal, sticla. | Este confectionat din metal, sticla. Este sub forma unei lampi de proiector rotunda .In fata becul cu oglinda de protectie. In spate manerul cu clapele pentru contactele electrice . Deasupra montat un vizor transconic. De lampa este prins cordonul alimentar cu energie electrica . In cutie se gasesc doua rame cu sticla colorata (verde, rosu) pentru semnalizare. D.17,5 cm. | Muzeul Marinei Române, Constanța             | Cimec    |
|      | SEXTANT CU TAMBUR FREZBERG / SACHSER german folosit pe m/n "TRANSILVANIA" Md.1938   | Material: fisa 2526 | Este format din corp cu limb, cromaliera, picioare de sprijin, doua oglinzi, sapte geamuri colorate, luneta reglabila, cursorul cu tambur fixat pe limb. Partea arcuita a corpului , gradatii cu grade sexazecimale de la 0 -120 grade, crescand spre stanga. Fata laterala a limbului este zimtata si formeaza cromaliera. Are doua picioare de sprijin si manerul de prindere. | Muzeul Marinei Române, Constanța             | Cimec    |
|      | SEXTANT Autor: HUSUN TRADE MARK, MADE IN GREAT BRITAIN                              | Școală: H. Hughes Descoperit: jud. CONSTANȚA, Constanța Material: Oțel, bronz, sticlă (oglindă)                                                                | Sextantul se compune din: corpul sextantului cu limbul gradat, oglinda cu sistemul de citire, alte două oglinzi, luneta, geamurile colorate, tamburul (cu 60 de grade) și sistemul de iluminare de la o baterie aflată în mâner, pentru citirea limbului și tamburului pe timpul nopții. Dispune depiese auxiliare: un tub cu două lentile montate și alte două geamuri colorate pentru lunete. Corpul sextantului este de culoare ri. Pe capac se găsește fișa de exploatare. A funcționat pe Motonava ”Transilvania”. | Muzeul Național al Marinei Române, Constanța | Cimec    |
|      | Corp navă vedetîă Dragoare 244                                                      | | Se compune din: - ax port-elice - 2 buc., ax intermediar- 2 buc., elice bronz cu 3 pale fi = 700 dreapta 1 buc.; elice bronz cu 3 pale fi =700 stanga - 1 buc., aparat ax alice = 2 buc., bucse cauciuc ax elice = 4 buc. Pupitru sens = 1 buc., 1 ax geam 95 X 80 cm. de 5 cm., a buc. Geam 94 X 80cm. De 5 cm., 2 buc. Geam 71 X 53 cm. de 6 cm., 2 b uc. Geam 89 X 52 cm.de 6 cm., 2 buc. Geam 70 X 52 cm. de 6 cm. | Muzeul Marinei Române, Constanța             | Cimec    |
|      | Macheta puitorului de mine AMIRAL MURGESCU                                          | Descoperit: jud. CONSTANȚA, Constanța Material: metal, lemn | Macheta are două catarge. În prova se află un tun în turelă, comanda, 4 bărci de salvare, coșul și două tunuri de calibru mic. Spre pupa numeroase linii metalice pentru mișcarea minelor pentru lansare. | Muzeul Marinei Române, Constanța             | Cimec    |
|      | Machetă                                                                             | Descoperit: jud. CONSTANȚA, Constanța Dimensiuni: L=150 cm, l=25 cm, h=70 cm Material: lemn, metal                                                             | Are trei catarge cu gabie. Pe teugă se găsește comanda. În fața cârmei se găsesc două tunuri. La mijloc se găsește luminatorul. În borduri se află câte două tunuri de mare calibru. Deasupra capotei, în fiecare bord, se găsesc câte trei bărci de salvare. Pe dunetă se află timona, guri de aerisire și două tunuri. La prova, pupa și borduri tuburi lans-torpile. Este piturată în gri. | Muzeul Marinei Române, Constanța             | Cimec    |
|      | Machetă                                                                             | Descoperit: jud. CONSTANȚA, Constanța Dimensiuni: L=45 cm, l=11 cm, h=40 cm Material: lemn                                                                     | De la prova la pupa, se află: un cabestan, două perechi babale, un bocaport, un catarg cu velă pătrată de care este fixat un scondru cu o velă triunghiulară, straiuri. La baza catargului se află cinci butoiașe, un bocaport, patru butoaie mai mari, câte două în fiecare bord. La pupa se află cabina prin care se pătrunde în interiorul navei. La pupa, în cele două borduri, se află câte două rame și un baston cu pavilionul Moldovei. | Muzeul Marinei Române, Constanța             | Cimec    |
|      | Machetă                                                                             | Descoperit: jud. CONSTANȚA, Constanța Material: lemn, metal, material textil                                                                                   | Se compune din: corp, catarg, vele. Corpul din lemn se termină în prova cu bompresul sub care se află galionul sub forma unei acvile valahe coronată. Pe puntea de la prova se află două cabine, iar în borduri câte o barcă de salvare și bocaportul magaziei. Spre pupa se află timona, iar în pupa, în afara bordului, se află catarge cu vergi și cu velatura deschisă. În vârfurile celor două catarge se află pavilioanele Țării Românești. La pupa, în borduri, se află felinare de poziție. Opera vie este piturată negru, iar opera moartă maro. | Muzeul Marinei Române, Constanța             | Cimec    |
|      | Macheta nava ROMANIA                                                                | Descoperit: Anghel Ciobanu Material: lemn, metal | Macheta nava ROMANIA | Muzeul Marinei Române, Constanța             | Cimec    |
|      | Machetă                                                                             | Descoperit: jud. CONSTANȚA, Constanța Dimensiuni: L=126 cm, l=30 cm, h=110 cm Material: lemn, pânză                                                            | Prova este curbată. Pe punte se află un catarg cu o pânză formată din față și un grui cu o pânză manevră fixă și una mobilă. Se mai află un ceaun, cinci butoaie, un bocaport, o gură de magazie. Pupa este în formă de coadă de rândunică și se termină cu un grătar. La pupa se află două cârme, în babord și tribord. Macheta păstrează culoarea lemnului. | Muzeul Marinei Române, Constanța             | Cimec    |
|      | Machetă                                                                             | Descoperit: jud. CONSTANȚA, Constanța Material: lemn, metal | De la prova la pupa, se află: două tunuri prova, două tunuri de bronz la pupa, două catarge cu pânze. La pupa se află drapelul Țării Românești. Macheta păstrează culoarea lemnului. | Muzeul Marinei Române, Constanța             | Cimec    |
|      | Machetă                                                                             | Descoperit: jud. CONSTANȚA, Constanța Dimensiuni: L=60 cm, l=16 cm, h=40 cm Material: lemn                                                                     | La prova: se găsesc focul, un catarg cu vele dreptunghiulare. În fiecare bord se află câte opt rame. Longitudineal, pe axul navei se află un șanț longitudinal pe care sunt fixate bandana pentru fixare. La pupa se află o cârmă. În babord și tribord, la capăt, este fixat un pavilion. | Muzeul Marinei Române, Constanța             | Cimec    |
|      | Machetă                                                                             | Descoperit: jud. CONSTANȚA, Constanța Dimensiuni: L=50 cm, l=20 cm, h=40 cm Material: lemn, pânză                                                              | Macheta reprezintă un velier cu un catarg de care este prinsă o velă latină. În bordaj este lăsată o porțiiune liberă prin care se văd amforele amplasate în cala navei. Macheta păstrează culoarea lemnului natural, vela fiind de culoare albă. | Muzeul Marinei Române, Constanța             | Cimec    |
|      | Machetă                                                                             | Descoperit: jud. CONSTANȚA, Constanța Dimensiuni: L=50 cm, l=25 cm, h=50 cm Material: lemn și pânză                                                            | Macheta reprezintă un velier cu două catarge cu o velă pătrată. Pe fiecare este marcată o cruce roșie ca, de altfel, și pe pavilionul prins la catargul principal lângă gabie. De jur împrejurul navei sunt prinse scuturi cu blazoanele unor case genoveze. Macheta păstrează culoarea lemnului natural. | Muzeul Marinei Române, Constanța             | Cimec    |
|      | Machetă                                                                             | Descoperit: jud. CONSTANȚA, Constanța Dimensiuni: L=80 cm, l=15 cm, h=40 cm Material: lemn, pânză fir auriu                                                    | Nava tipic turcească cu două catarge de care sunt prinse vele latine. La capătul fiecărei antene sunt prinse flamuri verzi. La pupa se află o tindă verde cu fir de aur ce formează un baldachin. În babord și tribord câte 29 de vâsle. Macheta păstrează culoarea lemnului. | Muzeul Marinei Române, Constanța             | Cimec    |
|      | Machetă                                                                             | Descoperit: jud. CONSTANȚA, Constanța Dimensiuni: L=45 cm, l=20 cm, h=50 cm Material: lemn                                                                     | Macheta reprezintă un velier cu un catarg principal și o pie la pupa de care este prinsă o pânză pătrată. Prova are forma unui gât de lebădă. Pe vela mareeste marcată, în babord și tribord, emblema Romei: lupoaica cu Romulus și Remus. Macheta păstrează culoarea lemnului natural. | Muzeul Marinei Române, Constanța             | Cimec    |
|      | SECUNDOMETRU SERIA 97326                                                            | | | Muzeul Marinei Române, Constanța             | Cimec    |
|      | Binoclu de campanie                                                                 | | Este compus din doua oculare cu lentile prinse in ebonita in sistem de reglare a imaginii, in partea opusa ocularele sunt prevazute cu doua lentile de fi = 2,5 cm., in montura metalica. Pe centru intre cele doua oculare se afla sistemul de reglare al distantei, in functie de ochii observatorului. Marca D.F. 03. 6 facle. N.F. - model DIENSTCLAS N 11251 | Muzeul Marinei Române, Constanța             | Cimec    |
|      | Busolă de mână                                                                      | | Se compune din busola propriu zisa, montata in sistem de suspensie cardanica intr-o carcasa cu capac, rotunda din alpaca orientala. Cadranul busolei este protejat de un geam rotund din sticla pe care este desenata o sageata indicatoare. Punctele cardinale si gradele sunt prezentate in culori galbene si negre. Indicatorul este blocat. | Muzeul Marinei Române, Constanța             | Cimec    |